# Цейлонски макак
Цейлонският макак (Macaca sinica) е вид бозайник от семейство Коткоподобни маймуни (Cercopithecidae). Видът е застрашен от изчезване.

## Разпространение
Разпространен е в Шри Ланка.